# Тарантола (Пескара)
Тарантола (итал. Tarantolà) је насеље у Италији у округу Пескара, региону Абруцо.
Према процени из 2011. у насељу је живело 17 становника. Насеље се налази на надморској висини од 135 м.